# 콜롬보 증권거래소
콜롬보 증권거래소(CSE, 싱할라어: කොළඹ කොටස් වෙළඳපොල, 타밀어: கொழும்பு பங்கு பரிவர்த்தனை)는 스리랑카 콜롬보에 소재한 증권거래소이다. 1985년에 설립되었다.